# Erigeron strigosus
 Erigeron strigosus  Muhl. ex Willd., 1803 è una specie di pianta angiosperma dicotiledone della famiglia delle Asteraceae (sottofamiglia Asteroideae, tribù Astereae (North American lineage) e sottotribù Conyzinae).

## Etimologia
Il nome generico (Erigeron) deriva da due parole greche: "eri" (= precoce, sollecito, presto) e "geron" (= vecchio), richiamandosi forse al pappo di alcune specie che invecchiando diventa grigio oppure al breve periodo della sua fioritura. L'epiteto specifico (strigosus) fa riferimento all'indumento particolare della pianta.
Il nome scientifico della specie è stato definito dai botanici Gotthilf Henry Ernest Muhlenberg (1753-1815) e Carl Ludwig Willdenow (1765-1812) nella pubblicazione " Species Plantarum. Editio Quarta. Berolini [Berlin]" ( Sp. Pl., ed. 4 [Willdenow] 3(3): 1956 ) del 1803.

## Descrizione

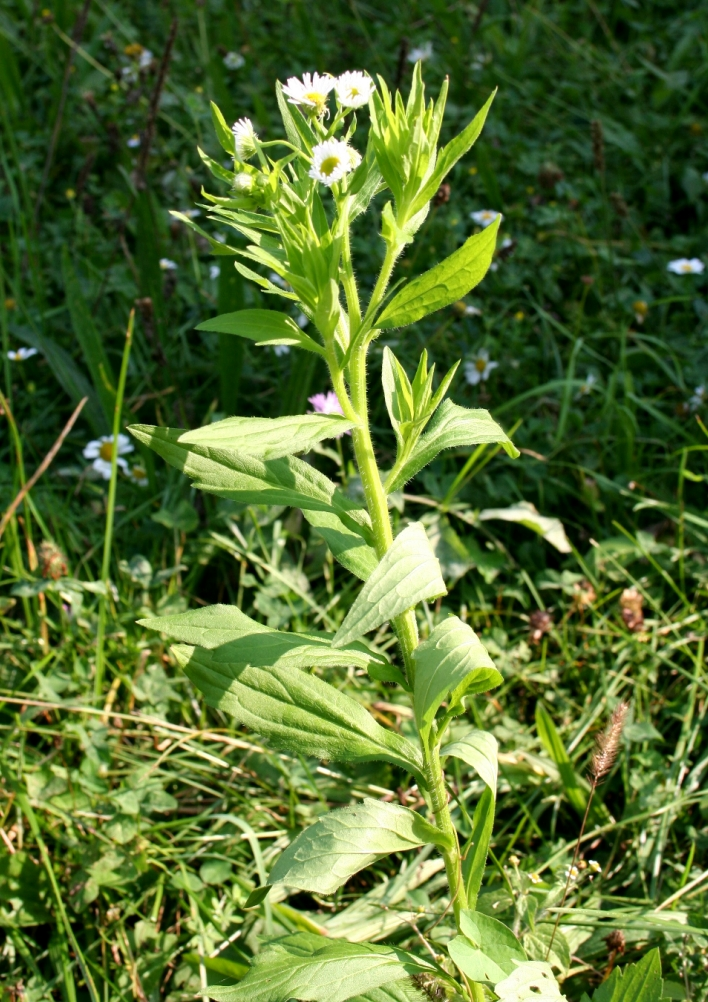
Il portamento

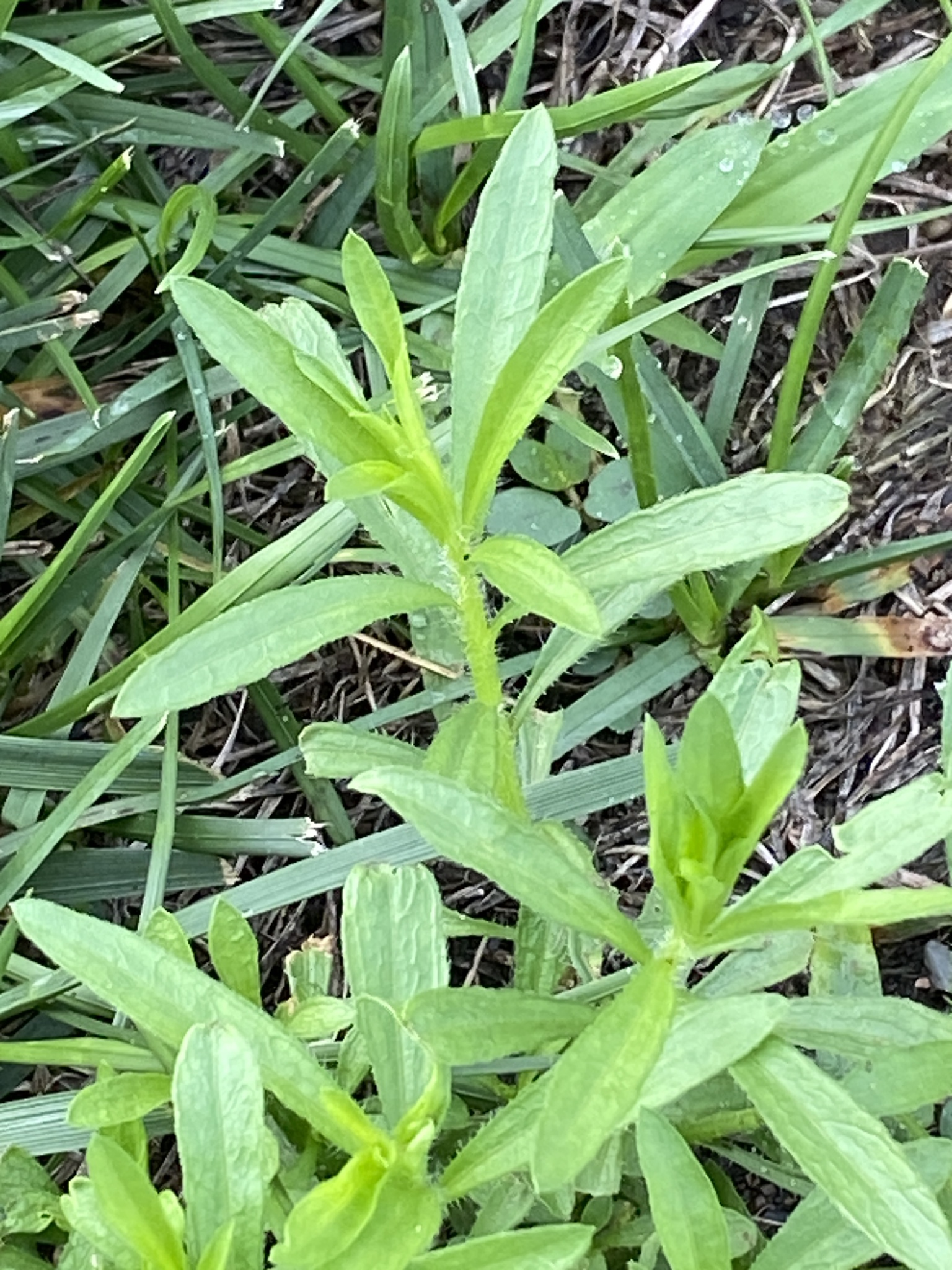
Le foglie

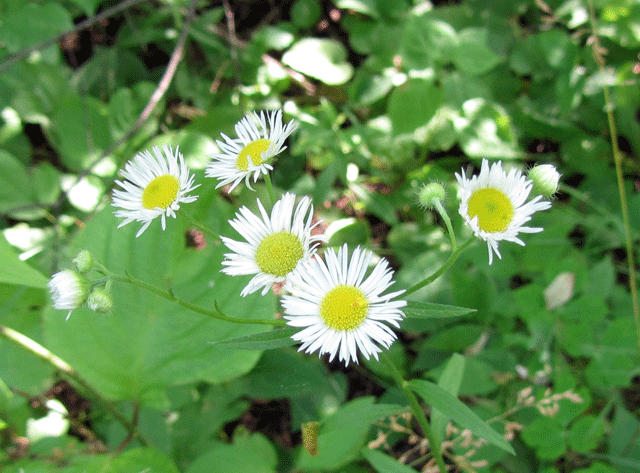
Infiorescenza

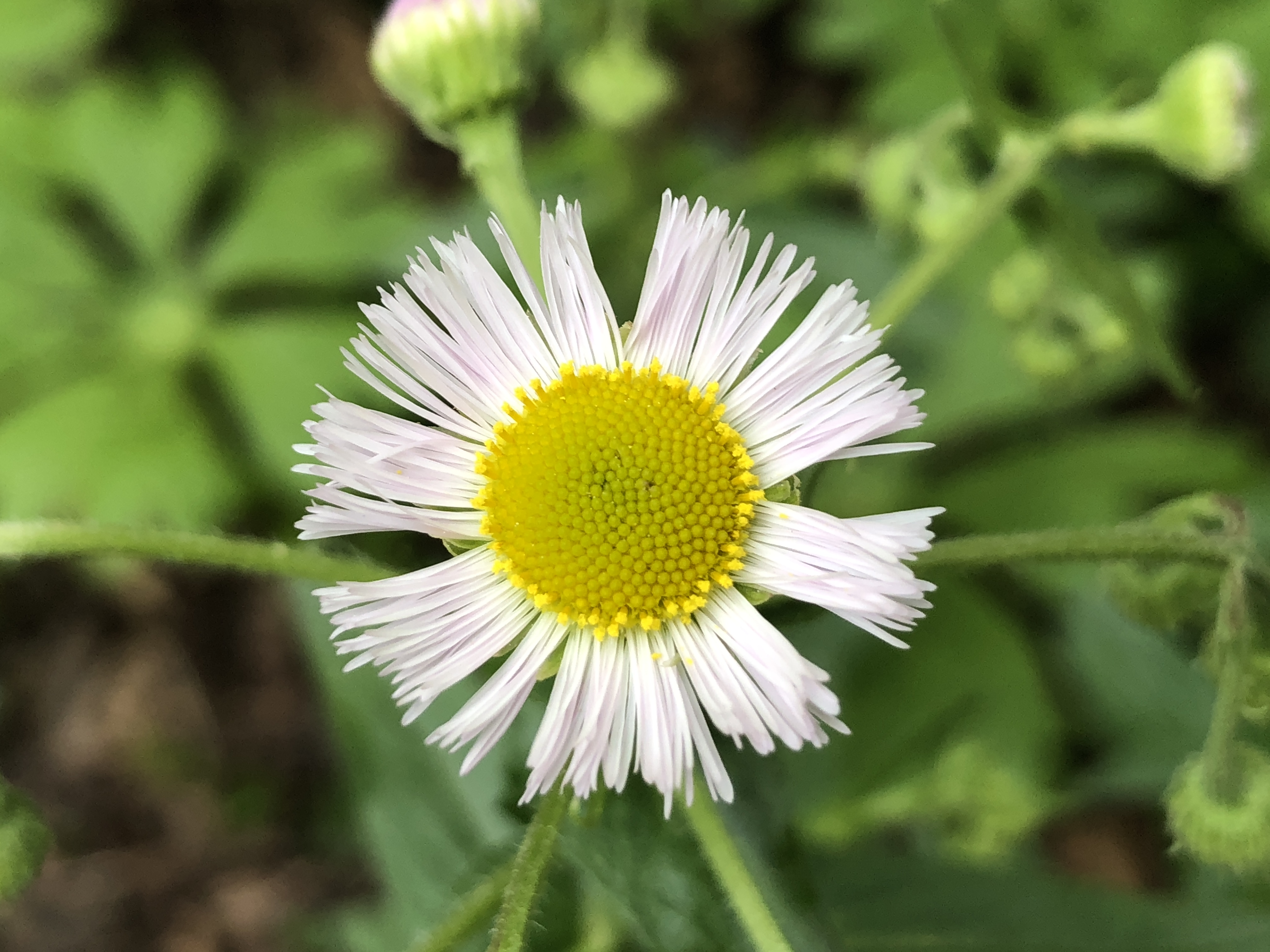
I fiori

Portamento. Sono piante erbacee con ciclo biologico annuale, biennale o perenne di breve durata. La forma biologica è terofita scaposa (T scap), ossia in generale sono piante erbacee che differiscono dalle altre forme biologiche poiché, essendo annuali, superano la stagione avversa sotto forma di seme e sono munite di asse fiorale eretto e spesso privo di foglie. Per questa specie vale anche la forma biologica emicriptofita bienne (H bienn).
Fusto. La parte aerea è eretta, ascendente, scaposa e poco ramosa o fogliosa. La superficie è ispida con brevi peli patenti anche ghiandolari (lunghezza dei peli: 0,1 - 1,2 mm). Le radici, fibrose del tipo fascicolato, talvolta legnosi, sono secondarie da rizoma. Possono essere presenti dei rizomi che portano ciuffi di foglie alle estremità rivolte verso l'alto. Altezza: da 30 cm fino a 1,5 metri (normalmente 30 - 70 cm).
Foglie. Le foglie si dividono in basali e caulinari in disposizione alterna. Rispetto alla specie E. annuus le foglie di E. strigosus sono più sottili e prive (o quasi) di dentatura.
- foglie basali (o inferiori): variano da spatolate a largamente o strettamente oblanceolate a lineari; sono brevemente picciolate. Dimensione delle foglie: larghezza 5 – 15 mm, lunghezza 30 – 150 cm;
- foglie cauline: le foglie lungo il fusto sono lanceolate - allungate, sessili, progressivamente abbreviate e a disposizione alterna; spesso sono a lamina intera e con margine ciliato e pubescenti da entrambi i lati.

Infiorescenza. Le sinflorescenze sono formate da diversi capolini (da 10 a 200 e più) disposti a corimbo o a panicolo. Le infiorescenze vere e proprie sono composte da un capolino terminale peduncolato di tipo radiato o disciforme. I capolini sono formati da un involucro, con forme da emisferiche a campanulate (sostanzialmente a coppa), composto da diverse brattee, al cui interno un ricettacolo fa da base ai fiori di due tipi: fiori del raggio e fiori del disco. Le brattee, con forme da strettamente ellittiche a lineari-lanceolate, diseguali (o no) fra di loro, a consistenza da fogliacea, con margini scariosi, con superficie glabra, pelosa (scarsamente irsuta) o ghiandolosa, sono disposte in modo più o meno embricato e scalato su 2 - 4 serie. Il ricettacolo è nudo ossia senza pagliette a protezione della base dei fiori; la forma è piatta o conica. Diametro dei capolini: da 10 a 20 mm. Dimensione degli involucri: 3 - 4 x 5 - 12 mm.
Fiori.  I fiori sono tetra-ciclici (formati cioè da 4 verticilli: calice – corolla – androceo – gineceo) e pentameri (calice e corolla formati da 5 elementi). Si distinguono in:
- fiori del raggio (esterni): da 50 a 100 per capolino, sono femminili e sono disposti su alcune serie; la forma è ligulata (zigomorfa);
- fiori del disco (centrali): sono più numerosi con forme brevemente tubulose (attinomorfe); sono ermafroditi.

- Formula fiorale:

*/x K {\displaystyle \infty }, [C (5), A (5)], G 2 (infero), achenio
- Calice: i sepali del calice sono ridotti ad una coroncina di squame.

- Corolla: 
  - fiori del raggio: la forma della corolla alla base è più o meno tubulosa-imbutiforme, mentre all'apice è filiforme o lingulata e può terminare con alcuni denti (in alcune casi è spiralata); i colori delle corolle sono bianco o rosate e bluastre (meno comunemente); lunghezza delle ligule: 4 - 6 mm;
  - fiori del disco: la forma è tubulare bruscamente divaricata in 5 lobi; i lobi, patenti o eretti, hanno una forma deltata o più o meno lanceolata; il colore è giallo; lunghezza delle corolle: 1,5 - 2,5 mm.

- Androceo: l'androceo è formato da 5 stami sorretti da filamenti generalmente liberi; gli stami sono connati e formano un manicotto circondante lo stilo; le teche (produttrici del polline) alla base sono troncate e sono lievemente auricolate (molto raramente sono speronate o hanno una coda); le appendici apicali delle antere hanno delle forme piatte e lanceolate; il tessuto endoteciale (rivestimento interno dell'antera) è quasi sempre polarizzato (con due superfici distinte: una verso l'esterno e una verso l'interno). Il polline è sferico con un diametro medio di circa 25 micron;  è tricolporato (con tre aperture sia di tipo a fessura che tipo isodiametrica o poro) ed è echinato (con punte sporgenti).[10][14]

- Gineceo: l'ovario è infero uniloculare formato da 2 carpelli.[6] Lo stilo (il recettore del polline) è profondamente bifido (con due stigmi divergenti) e con le linee stigmatiche marginali separate.[15] I due bracci dello stilo hanno una forma più o meno lanceolata, acuta o ottusa e possono essere papillosi o ricoperti da ciuffi di peli.

- Antesi: la fioritura va da giugno a ottobre inoltrato; mentre la sporulazione va da luglio a novembre.

Frutti.  I frutti sono degli acheni con pappo; in alcune specie è presente un certo dimorfismo (gli acheni dei fiori del raggio differiscono dagli acheni dei fiori del disco);
- achenio: l'achenio ha una forma oblunghe–ovoide, sono appiattiti (compressi) e sono percorsi da 2 nervi o costole longitudinali; la superficie è scarsamente strigosa; dimensione dell'achenio: da 0,9 a 1,2 mm;
- pappo: il pappo è formato da una corona di setole o scaglie; i pappi dei fiori del disco hanno 8 - 15 setole.

## Biologia
Impollinazione: l'impollinazione avviene tramite lepidotteri (falene e farfalle) e api. È una pianta apogamica (o autogamica – a sviluppo diretto senza processo gamico) quindi sono piante autofertili o anche a generazione per partenogenesi (generazione senza intervento sessuale).
Riproduzione: la fecondazione avviene fondamentalmente tramite l'impollinazione dei fiori.

Dispersione: i semi cadono a terra e vengono dispersi soprattutto da insetti come formiche (disseminazione mirmecoria). Un altro tipo di dispersione è zoocoria: gli uncini delle brattee dell'involucro (se presenti) si agganciano ai peli degli animali di passaggio che portano così i semi anche su lunghe distanze. Inoltre per merito del pappo il vento può trasportare i semi anche per alcuni chilometri (disseminazione anemocora).

## Distribuzione e habitat

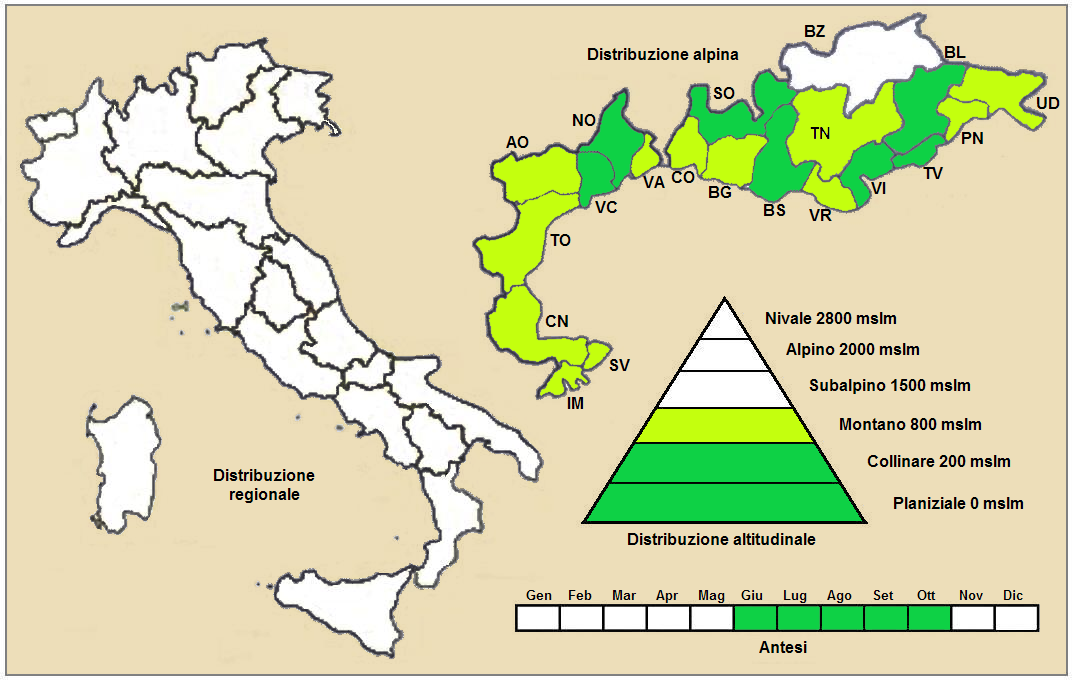
Distribuzione della pianta (Distribuzione alpina)

Geoelemento: il tipo corologico (area di origine) è  Nord-Americano. Il corotipo è relativo alle zone dell'America del nord (naturalizzato in seguito in Italia); per questo motivo a volte viene definita anche “avventizia” oppure “xenofita”.
Distribuzione: in Italia questa specie essendo poco distinguibile da E. annuus presenta una distribuzione poco attendibile. Fuori dall'Italia, sempre nelle Alpi, questa specie si trova in Francia, Svizzera, Austria e Slovenia. Sugli altri rilievi collegati alle Alpi è presente nel Massiccio del Giura, Pirenei e Carpazi. A parte gli U.S.A. e Canada, altrove è introdotta (Europa e Asia orientale).
Habitat: l'habitat tipico per questa specie sono suoli aridi e poveri di nutrienti. Il substrato può essere indifferentemente siliceo o calcareo, con pH neutro e con un buon livello di sostanze nutrienti ma con poca acqua.
Distribuzione altitudinale: nelle Alpi queste piante si possono trovare nei i piani vegetazionali collinare e montano.

## Fitosociologia
Dal punto di vista fitosociologico alpino la specie di questa voce appartiene alla seguente comunità vegetale:
Formazione: comunità delle perenni nitrofile.
Classe:  Artemisietea vulgaris

## Sistematica
La famiglia di appartenenza di questa voce (Asteraceae o Compositae, nomen conservandum) probabilmente originaria del Sud America, è la più numerosa del mondo vegetale, comprende oltre 23.000 specie distribuite su 1.535 generi, oppure 22.750 specie e 1.530 generi secondo altre fonti (una delle checklist più aggiornata elenca fino a 1.679 generi). La famiglia attualmente (2021) è divisa in 16 sottofamiglie; la sottofamiglia Asteroideae è una di queste e rappresenta l'evoluzione più recente di tutta la famiglia.
Il genere Erigeron comprendente diverse centinaia di specie una buona parte di origine americana, mentre le altre sono di origine europea (e asiatica) di cui una decina sono proprie della flora italiana.
Attualmente le specie italiane di Erigeron sono divise in tre gruppi:
- (1) Piante annue.
- (2) Piante perenni con fiori dimorfi (esterni raggianti femminili ligulati; interni tubulosi ermafroditi).
- (3) Piante perenni con fiori trimorfi (esterni raggianti femminili ligulati; interni periferici femminili filiformi; interni centrali ermafroditi tubulosi).

Erigeron strigosus appartiene al primo gruppo. In alcune checklist questa specie è descritta come Erigeron annuus subsp. strigosus (Willd.) Wagenitz, 1965.

### Filogenesi
Il genere Erigeron è descritto nella sottotribù Conyzinae, una delle quasi 40 sottotribù della tribù Astereae. In base alle ultime ricerche nella tribù sono stati individuati (provvisoriamente) 5 principali lignaggi. Il genere  Erigeron (insieme alla sottotribù Conyzinae) è incluso nel North American lineage.
Alcune analisi di tipo filogenetico hanno diviso la sottotribù Conyzinae in 6 cladi;  Erigeron attualmente è incluso in tutti i cladi (non risulta quindi monofiletico). Erigeron è suddiviso in una quarantina di sezioni;  Erigeron strigosus è inclusa nella sezione Phalacroloma (Cass.) Torr. & A. Gray caratterizzata da piante sia perenni che annuali o biennali o di breve durata con radice fibrosa; le foglie sono oblanceolato-dentate, non avvolgenti; gli acheni hanno 2 - 4 nervi; il pappo ha 8 - 15 setole (ma può essere assente). Un'altra specie di questa sezione, della flora spontanea italiana, è Erigeron annuus.
I caratteri distintivi della specie  Erigeron strigosus sono:
- il ciclo biologico è annuale;
- le foglie sono sottili;
- la dentatura sui bordi delle foglie è scarsa o assente.

Il numero cromosomico delle specie di questa voce è: 2n = 27.

### Variabilità
L'Erigeron annuus forma un gruppo apomittico (o apogamico – vedi il paragrafo relativo all'impollinazione) e quindi poco differenziato. I caratteri che possono variare sono i seguenti:
- la pelosità del fusto;
- i bordi delle foglie più o meno dentate;
- il colore dei fiori ligulati bianchi o rosei;
- la lunghezza delle ligule da 5 mm a 9 – 10 mm.

Fuori dall'Italia e dall'Europa, specialmente in America (luogo di origine di queste piante), si possono incontrare molte più varianti che rendono difficile la classificazione di questa specie. Le specie europee sono quasi tutte triploidi con 2n = 27 (quelle americane sono diploidi con 2n = 18 o tetraploidi con 2n = 36).
Per questa entità sono descritte le seguenti sottospecie:
- Erigeron strigosus var. septentrionalis (Fernald & Wiegand) Fernald, 1942 - Distribuzione: U. S. A. settentrionali e Canada.
- Erigeron strigosus var. strigosus (è la stirpe principale).
- Erigeron strigosus var. traversii  (Shinners) Noyes, 2006 - Distribuzione: Louisiana e Texas

### Ibridi
Gli ibridi che più facilmente si possono incontrare con la specie di questa scheda sono quelli con la specie affine Erigeron annuus.

### Sinonimi
Sono elencati alcuni sinonimi per questa entità:
- Diplemium strigosum (Muhl. ex Willd.) Raf.
- Erigeron annuus subsp. strigosus  (Muhl. ex Willd.) Wagenitz
- Phalacroloma annuum subsp. strigosum  (Muhl. ex Willd.) Adema
- Phalacroloma strigosum  (Muhl. ex Willd.) Tzvelev
- Stenactis annua subsp. strigosa  (Muhl. ex Willd.) Soó
- Stenactis strigosa  (Muhl. ex Willd.) DC.

### Specie simili
Una specie simile a quella di questa voce è: Erigion annuus (L.) Pers.. E. strigosus si differenzia da E. annuus per i fiori più piccoli e per una fogliosità più densa del fusto.